# アルドゥイーノ2世
アルドゥイーノ2世(Arduino II) または、アルディチーノ (Ardicino)（? - 1050年頃）は、イヴレーア辺境伯（侯）（在位：999年 - 1015年）で、後にイヴレーア伯となった。

## 生涯
イタリア王となったアルドゥイーノ1世とミラノ辺境伯オベルト2世の娘ベルタ（エステ家）との息子で、父親が999年に教皇シルウェステル2世から破門された後、イヴレーア辺境伯の地位に就いたとみられる。
父の死後、イヴレーア辺境伯領は多くの伯領に分割され、アルドゥイーノとその兄弟オットーネとグイベルトはオルデリーコ・マンフレーディ2世をイヴレーア辺境伯と認め、アルドゥイーノにはイヴレーア伯の称号が与えられた。
1036年、アルドゥイーノはベルガモ領南部に対する勢力を強化し、クレモナのウバルド司教からベルガモの南部を獲得した。
アルドゥイーノはトスカーナ辺境伯ウーゴ（ボゾン家）の娘ウィラと結婚した。彼の子孫は、カステッラモンテや、フロンテ、カステルヌオーヴォ伯といった、カナヴェーゼ地方における異なる伯爵家系へと分化していった。それらの家系はストランビーノのサン・マルティーノ、サンマルティーノのロレンツァート、パレッラのサン・マルティーノ、サンマルティーノのペッローネ、マジーノのヴァルペルガなどである。